# 다크에덴
다크에덴(DarkEden)은 소프톤에서 정통 호러 RPG를 표방하며 제작된 온라인 게임이며 유저들은 줄여서 다크에덴 이라고도 부른다.

## 개요
1999년 개발에 착수해 2000년 6월 8일 알파 테스트를 시작하고 2001년 7월 오픈 베타 테스트를 거쳐 2002년 6월 부분 유료화를 시작했다.
넷마블과 퍼블리싱 해서 서비스 해왔던 넷마블 다크에덴은 2015년 12월까지 서비스를 하고 본서버로 전부 이관되었다. 따라서 넷마블 다크에덴은 더 이상 존재하지 않는다.
또한 다크에덴은 더 이상 프리미엄 서비스가 존재하지 않으며, 무료 프리미엄 서비스로 완전히 변경되었다. 기존에는 월 9,900원 투자하여 프리미엄 서비스를 얻거나 굳이 프리미엄을 넣지 않아도 개편이 많이 되었지만 1+1 프리미엄 카드 이벤트로 인해 이러한 이벤트가 종료되면 판매가 되지 않다보니 2016년 5월에 무료 프리미엄 선언을 하여 이제는 프리미엄 서비스가 귀속형이 되었다.
이미 많은 양의 프리미엄 카드를 소지하고 있거나, 기존 프리미엄 잔여시간이 남은 경우 별도의 보상으로 경험치 보너스 20% 혜택을 제공하였다.

## 배경
다크에덴은 서버의 가상 도시 에슬라니안 시의 헬레아 주를 배경으로 세 종족이 피의 성서를 찾기 위해 벌이는 전쟁을 그리고 있다.
종족 간의 자유로운 PK가 가능하며 뱀파이어>슬레이어>아우스터즈 순서의 상성 관계를 지니고 있다.
다른 종족끼리 대화는 [위@$백#%]처럼 제대로 번역되지 않도록 나오며, 다른 종족의 아이템을 습득은 구 버전에서는 가능했고 팔 수도 있었지만
현재는 타 종족의 아이템을 줍거나 판매할 수 없다.

## 종족

### 슬레이어
초창기 다크에덴은 슬레이어 캐릭터만 생성이 가능하였는데 몬스터에 물려서 치료를 하지 않으면 뱀파이어 종족으로 변해서 뱀파이어로 육성하기도 했었다. 현재의 다크에덴처럼 계열을 정하는 것이 아니라 주사위를 돌려서 능력치를 재조정하는 시스템을 가
또한 현재처럼 무기와 기본 방어구를 주는 것도 아니었고 포션만 딸랑 9개 지급하고 자신이 주사위 던져서 얻은 능력치를 토대로 격수(검,도,총)는 NPC[쟈크]한테 무기를 지급받고, 성직자는 NPC[타냐]에게서 무기를 지급받도록 되었었다. 또한, 초창기 다크에덴의 슬레이어는 5레벨에 첫 스킬을 배우는데 레벨을 달성하기 위해선 자신이 키우고 싶은 직업의 무기를 들고 직접 몬스터를 가격해서 경험치를 올렸어야 했는데 그 난이도가 상당히 높았다.
그렇다보니 슬레이어는 여러차례 개편작업과 접근성을 쉽게 하기 위해 손이 많이 간 종족이라 할 수 있다.
현재는 많은 개편으로 인해 1레벨 기본 스킬이 내장되어 있지만 아무래도 나름 높은 레벨의 스킬에서 기본 스킬로 변경되다 보니 적중률이나 성공률이 비교적 많이 낮다.
초기에는 슬레이어 길드가 3개의 맵으로 나뉘어 있어서 걸어서 이동을 하였거나 오토바이를 탑승하여 이동하였다.
그 외에 각 길드마다 옥상에 다른 길드로가는 헬리콥터가 있었으며 이 것을 타고 다른 길드 건물로 이동하였다.
나름 뱀파이어가 출현하며 슬레이어와 뱀파이어의 종족 전쟁은 유저들에게 꽤 큰 재미를 선사하였다.
길드 건물 안전지대안에서 밖에서 다크니스를 투척하는 뱀파이어에게 더블샷을 쏘거나 성수병을 던지며 저항을 하였다.
조금더 지나서는 씰이라는 뱀파이어 이동수단 아이템으로 대규모 인원을 모아서 종족전을 이어가기도 하였다.

## 게임 서비스 국가

### 운영 중인 서버
- 대한민국 - 오리지널 버전
- 일본 - 자체 서비스
- 중화민국 - 자체 서비스
- 다크에덴 글로벌 - 조이맥스 (2007년 10월 운영 시작)
- 스팀 - 한국IP차단 서버
- 중화인민공화국 - 호가온라인

### 운영 중단된 서버
- 다크에덴 인터내셔널 - 자체 서비스 (2007년 운영 중단)
- 중화인민공화국 - T2 (2004년 8월 계약 해지)
- 다크온라인 - 아이템매니아

### 중국 서버의 문제
2003년에는 중국의 T2 사와의 계약을 했지만 로얄티는커녕 계약금도 지불받지 못해 2004년 8월 계약해지를 통보했지만, 수년이 지난 지금까지도 무단 운영 중이며, 한국 서버에서 데이터를 무단으로 빼 와서 홈페이지와 업데이트까지 베끼고 있다.
2008년에는 소프톤이 게임 홈페이지에 공식 입장을 발표하고 중국 국가판권국에 행정 소송을 제출하였지만, 이미 때가 늦었고 수년이 지난 후의 일이었다.

### 인터내셔널 서버의 문제
영어권 이용자들을 모으기 위해서 2003년 5월 5일 오픈하였지만, 소프톤의 대한민국 서버와 다르게 무관심과 업데이트를 하지 않아 버그와 핵(스핵,무쿨핵,피핵)이 난무했고
버그를 차단하기 위해 중국 IP 대역을 모두 차단하였지만, 원천적인 해결 방법은 아니었으며, 후에는 다른 사용자 계정의 캐릭터를 지우는 핵으로 서버는 결국 겨우 4년 만인 2007년에 문을 닫았다.
그해 10월에는 국내 게임 전문 수출회사인 조이맥스와 계약을 맺고 글로벌 서버로 다시 서버를 열기로 했다.